# Pseudobiotus spinifer
Espèce
Pseudobiotus spinifer est une espèce de tardigrades de la famille des Isohypsibiidae.

## Distribution
Cette espèce est endémique de Corée du Sud.

## Publication originale
- Chang, Kaczmarek, Lee & Michalczyk, 2007 : Pseudobiotus spinifer, a new tardigrade species (Eutardigrada: Hypsibiidae) from Nakdong River, South Korea, with a redescription of P. vladimiri Biserov, Dudichev & Biserova. Zoological Science (Tokyo), vol. 24, no 6, p. 623-629.